# Bazin oceanic
Bazinele oceanice (sau zona marilor adâncuri) sunt cele mai mari depresiuni ale scoarței terestre, ocupate de apele mărilor și ale oceanelor. Ele sunt create de factorii tectonici, în etape de sute de milioane de ani. Pe Pământ există patru bazine oceanice: Bazinul Pacific, Bazinul Atlantic, Bazinul Indian și Bazinul Arctic, Bazinul Pacific fiind cel mai mare și mai adânc, Bazinul Atlantic fiind cel mai tânăr, Bazinul Indian fiind cel mai cald iar Bazinul Arctic, numit și bazinul înghețat,  fiind cel mai mic și cel mai rece.